# Le lacrime dell'assassino
Le lacrime dell'assassino (Les larmes de l'assassin) è un romanzo di Anne-Laure Bondoux. Pubblicato in Francia nel 2003, in Italia è edito dalle Edizioni San Paolo. Ha ottenuto un notevole successo di pubblico e critica, vincendo il Premio Andersen e il Super Andersen.

## Trama
Il libro racconta di Pablo, un bambino che vive nella Terra del Fuoco insieme alla sua famiglia, Angel, un assassino in fuga dal mondo. Giunge alla fattoria del ragazzo e uccide i genitori, che però non si sono mai curati molto del figlio, ma risparmia Pablo. Giorno dopo giorno si instaura tra i due un rapporto che cambierà per sempre l'anima dell'assassino. Pablo inizierà a volergli bene e a considerarlo suo padre. Successivamente arriverà nella loro casa anche Luis, un uomo finora mantenuto dal padre che ora deve cavarsela da solo, partito dicendo che andava a fare il giro del mondo. I tre poi se ne andranno dalla casa in Patagonia, per andare ad acquistare altri animali per la mancanza di cibo. Poi Luis troverà una ragazza, Delia, con cui partirà per fare il giro del mondo,  Luis però denuncerà Angel che, diventato buono, fuggirà, dopo aver chiesto del denaro a Luis per mantenere lui e il bambino. Durante la fuga arrivano alla casa di un boscaiolo, Riccardo, con il quale fanno amicizia. Angel verrà poi arrestato e Riccardo verrà ucciso per errore dai poliziotti. Pablo verrà affidato ad una famiglia. Angel viene processato e giustiziato. Pablo, una volta maggiorenne, torna in Patagonia, e trova cartoline da tutto il mondo inviate da Luis, che poi torna a fargli un'ultima visita. Pablo poi si fidanza con una postina e ha una bambina che deciderà di chiamare Angelina in onore di Angel.